# 크리스토페르 우
크리스토페르 모리스 우(프랑스어: Christopher Maurice Wooh, 2001년 9월 18일 ~ )는 카메룬의 축구 선수이다. 포지션은 수비수이며, 현재 프랑스 리그 1의 스타드 렌 FC에서 뛰고 있다.